# Slonovina
Slonovina je trd, belo-rumenkast material iz oklov (tradicionalno iz slonovih) in živalskih zob, ki so sestavljeni predvsem iz dentina, ene od fizičnih struktur zob in oklov. Kemična struktura zob in oklov sesalcev je enaka, ne glede na vrsto izvora. Trgovina z nekaterimi zobmi in okli, razen slonovimi, je dobro uveljavljena in razširjena; zato se slonovina lahko pravilno uporablja za opis vseh komercialno zanimivih zob ali oklov sesalcev, ki so dovolj veliki, da jih je mogoče rezljati ali rezati.
Poleg naravne slonovine je to mogoče proizvesti tudi sintetično, zato (za razliko od naravne slonovine) ni treba pridobiti materiala od živali. Tagua oreščki (Phytelephas macrocarpa) so tudi lahko izrezljani kot slonov okel.
Trgovina s končnimi izdelki iz slonovine izvira iz doline Inda. Slonovina je glavni izdelek, ki je viden v izobilju in je bil uporabljen za trgovanje v Harapski civilizaciji. Končni izdelki iz slonovine, ki so jih videli na lokacijah v Harappu, so palice, zatiči, žebljički, šila, kljuke, zanke, glavniki, igrače, kocke, vložki intarzije in drugi osebni okraski.
Slonovina je bila cenjena že od antičnih časov v umetnosti ali proizvodnji za izdelavo različnih predmetov od rezbarij iz slonovine do umetnih zob, klavirskih tipk, pahljač in domin. Najpomembnejši vir je slonov okel, vendar se uporablja tudi okel mamuta, mroža, povodnega konja, kita glavača, orke, narvala in svinje bradavičarke. Losi imajo tudi dva slonokoščena zoba, za katera se domneva, da sta ostanka oklov njihovih prednikov.
Nacionalna in mednarodna trgovina z naravno slonovino ogroženih vrst, kot sta afriški in azijski slon, je nezakonita.

## Uporaba
Tako grška kot starorimska civilizacija sta se ukvarjali z rezbarjenjem slonovine za izdelavo velikih količin umetniških del visoke vrednosti, dragocenih verskih predmetov in okrasnih škatel za dragocene predmete. Slonovina je bila pogosto uporabljena za oblikovanje beločnice oči kipov.
Obstaja nekaj dokazov o kitovi ali mroževi slonovini, ki so jo uporabljali stari Irci. Solin, rimski pisec v 3. stoletju, je trdil, da so keltska ljudstva na Irskem krasila svoje ročaje mečev z »zobmi zveri, ki plavajo v morju«. Adomnán iz Ione je napisal zgodbo o sv. Kolumbu, ki je dal meč, okrašen z izrezljano slonovino, kot darilo, ki bi ga spokornik prinesel svojemu gospodarju, da bi se lahko odkupil suženjstva.
Sirske in severnoafriške populacije slonov so bile iztrebljene do izumrtja, verjetno zaradi povpraševanja po slonovini v klasičnem svetu.
Kitajci že dolgo cenijo slonovino za umetniške in utilitarne predmete. Zgodnje omembe kitajskega izvoza slonovine so zabeležene po tem, ko se je kitajski raziskovalec Džang Čjan podal na zahod, da bi sklenil zavezništva, da bi omogočil morebitni prost pretok kitajskega blaga na zahod; že v 1. stoletju pr. n. št. so slonovino prevažali po severni svilni cesti. Kraljestva jugovzhodne Azije so okle indijskega slona vključila v svoje letne darilne karavane Kitajski. Kitajski obrtniki so izrezljali slonovino, da so naredili vse, od podob božanstev do stebel pip in končnikov pip za opij.
Na Japonskem so rezbarije iz slonovine postale priljubljene v 17. stoletju v obdobju Edo. Izdelali so številne necuke (miniaturni kipci) in kiseru (pipe za kajenje), na katerih so bile izrezljane živali in legendarna bitja, ter inro (tradicionalna japonska torbica za držanje majhnih predmetov, obešena na obi), na katerega je bila intarzirana slonovina. Od sredine 19. stoletja je politika nove vlade Meidži za spodbujanje in izvažanje umetnosti in obrti pripeljala do pogostega prikazovanja dovršenih obrti iz slonovine na svetovnih razstavah. Med njimi so bila najboljša dela deležna občudovanja, saj so jih kupovali zahodni muzeji, bogataši in japonska cesarska družina.
Budistične kulture jugovzhodne Azije, vključno Mjanmar, Tajska, Laos in Kambodža, so tradicionalno pridobivale slonovino svojih udomačenih slonov. Slonovina je bila cenjena za posode zaradi svoje sposobnosti nepredušnega tesnjenja. Običajno so jo vrezovali v dovršene pečate, ki so jih uradniki uporabljali za »podpisovanje« dokumentov in odlokov, tako da so jih žigosali s svojim edinstvenim uradnim pečatom.
V državah jugovzhodne Azije, kjer živijo muslimanska malajska ljudstva, kot so Malezija, Indonezija in Filipini, je bila slonovina izbrani material za izdelavo ročajev kris bodal. Na Filipinih so slonovino uporabljali tudi za izdelavo obrazov in rok katoliških ikon in podob svetnikov, razširjenih v kulturi Santero.
Slonokoščeni zob in okel je mogoče izrezljati v veliko različnih oblik in predmetov. Primeri sodobnih izrezljanih predmetov iz slonovine so okimono, necuke, nakit, ročaji jedilnega pribora, pohištvene intarzije in klavirske tipke. Poleg tega lahko okle prašičev in zobe kitov glavačev, ork in povodnih konjev tudi rezljajo ali površinsko izrezljajo in tako ohranijo svoje morfološko prepoznavne oblike.
Ko se je trgovina z Afriko v prvi polovici 19. stoletja razširila, je slonovina postala zlahka dostopna. Do 90 odstotkov slonovine, uvožene v Združene države, je bilo nekoč predelano v Connecticutu, kjer sta Deep River in Ivoryton v 1860-ih postala središči mletja slonovine, zlasti zaradi povpraševanja po klavirskih tipkah iz slonovine.
Uporaba slonovine se je v zadnjih tridesetih letih usmerila v množično proizvodnjo spominkov in nakita. Na Japonskem je povečanje bogastva sprožilo porabo hanko iz trdne slonovine – imenskih pečatov –, ki so bili pred tem izdelani iz lesa. Te hanko je mogoče izklesati v nekaj sekundah s stroji in so bili delno odgovorni za ogromen upad afriškega slona v 1980-ih, ko se je populacija afriških slonov v desetih letih zmanjšala z 1,3 milijona na približno 600.000.

## Uporaba pred plastiko
Preden so uvedli plastiko, je imela slonovina številne okrasne in praktične namene, predvsem zaradi bele barve, ki jo dobi pri obdelavi. Nekdaj so jo uporabljali za izdelavo ročajev za jedilni pribor, biljardnih krogel, klavirskih tipk, škotskih dud, gumbov in številnih okrasnih predmetov.
Sintetični nadomestki za slonovino pri uporabi večine teh predmetov so bili razviti od leta 1800: biljardna industrija je izzvala izumitelje, naj pripravijo alternativni material, ki bi ga bilo mogoče izdelati;   klavirska industrija je opustila slonovino kot ključni prekrivni material. leta 1970.
Slonovino lahko vzamemo od mrtvih živali – vendar je večina slonovine pridobljena iz slonov, ki so bili ubiti zaradi njihovih oklov. Na primer, leta 1930 je bilo za pridobitev 40 ton slonovine potrebno ubiti približno 700 slonov.  Uplenjene so bile tudi druge živali, ki so danes ogrožene, na primer povodni konji, ki imajo zelo trdo belo slonovino, cenjeno za izdelavo umetnih zob. V prvi polovici 20. stoletja so bile črede kenijskih slonov opustošene zaradi povpraševanja po slonovini, ki se uporablja za klavirske tipke.
V obdobju art décoja od 1912 do 1940 je na desetine (če ne na stotine) evropskih umetnikov uporabljalo slonovino pri izdelavi kipov v krizalefantinski tehniki. Dva izmed najpogostejših uporabnikov slonovine v svojih kiparskih umetninah sta bila Ferdinand Preiss in Claire Colinet.

## Razpoložljivost
Zaradi hitrega upadanja populacije živali, ki jo proizvajajo, sta uvoz in prodaja slonovine v mnogih državah prepovedana ali strogo omejena. V desetih letih pred odločitvijo CITES leta 1989 o prepovedi mednarodne trgovine s slonovino afriškega slona se je populacija afriških slonov zmanjšala z 1,3 milijona na približno 600.000. Preiskovalci Agencije za okoljske preiskave (EIA) so ugotovili, da je CITES prodaja zalog iz Singapurja in Burundija (270 ton oziroma 89,5 ton) ustvarila sistem, ki je povečal vrednost slonovine na mednarodnem trgu in tako nagrajeval mednarodne tihotapce in kar jim daje možnost, da nadzorujejo trgovino in nadaljujejo s tihotapljenjem nove slonovine.
Od prepovedi slonovine nekatere južnoafriške države trdijo, da je njihova populacija slonov stabilna ali narašča, in trdijo, da bo prodaja slonovine podprla njihova prizadevanja za ohranitev. Druge afriške države nasprotujejo temu stališču in navajajo, da prenovljeno trgovanje s slonovino še bolj ogroža njihove lastne populacije slonov zaradi divjih lovcev, ki se odzivajo na povpraševanje. CITES je leta 1997 dovolil prodajo 49 ton slonovine iz Zimbabveja, Namibije in Bocvane na Japonsko.
Leta 2007 je eBay pod pritiskom Mednarodnega sklada za zaščito živali prepovedal vso mednarodno prodajo izdelkov iz slonovine. Odločitev je prišla po več množičnih pobojih afriških slonov, predvsem po poboju slonov Zakouma leta 2006 v Čadu. IFAW je ugotovil, da je do 90 % transakcij slonov in slonovine na eBayu kršilo njihove lastne pravilnike o divjih živalih in bi lahko bile nezakonite. Oktobra 2008 je eBay razširil prepoved in prepovedal kakršno koli prodajo slonovine na eBayu.
Novejša prodaja leta 2008 108 ton iz treh držav in Južne Afrike je potekala na Japonsko in Kitajsko.  Vključitev Kitajske kot odobrene države uvoznice je povzročila ogromno polemik, čeprav jo je podprl CITES, Svetovni sklad za naravo in promet. Trdili so, da ima Kitajska vzpostavljen nadzor in bi lahko prodaja znižala cene. Vendar pa je cena slonovine na Kitajskem skokovito narasla. Nekateri menijo, da je to morda posledica namernega določanja cen s strani tistih, ki so kupili zaloge, kar je odmev opozoril Japonske družbe za ohranjanje divjih živali o določanju cen po prodaji na Japonsko leta 1997 in monopola, podeljenega trgovcem, ki so kupili zaloge iz Burundija in Singapurja v 1980-ih.
Strokovno pregledana študija iz leta 2019 je poročala, da stopnja divjega lova na afriške slone upada, pri čemer je letna stopnja umrljivosti divjega lova dosegla vrh pri več kot 10 % leta 2011 in padla pod 4 % do leta 2017. Študija je pokazala, da so »letne stopnje divjega lova na 53 mestih močno povezane s približki povpraševanja po slonovini na glavnih kitajskih trgih, medtem ko so razlike med državami in lokacijami močno povezane s kazalniki korupcije in revščine. S temi ugotovitvami so avtorji študije priporočili ukrepe za zmanjšanje povpraševanja po slonovini na Kitajskem in drugih glavnih trgih ter za zmanjšanje korupcije in revščine v Afriki.
Leta 2006 je devetnajst afriških držav podpisalo »Deklaracijo iz Akre«, ki je pozvala k popolni prepovedi trgovine s slonovino, dvajset držav razširjenosti pa se je leta 2007 udeležilo srečanja v Keniji, ki je pozvalo k 20-letnemu moratoriju.
Metode pridobivanja slonovine lahko razdelimo na:
- Ustreliti slona, da bi mu vzeli okle: ta metoda je tukaj zaskrbljujoča.
- Odvzem oklov slonu, ki je umrl naravne smrti.
- Odvzem oklov slonu, ki ga je bilo treba odstaviti iz drugega razloga, na primer zaradi hudega artritisa ali če so njegovi zadnji kočniki izrabljeni in ne morejo več žvečiti hrane.
- Iskanje starih oklov slonov, ki so poginili davno prej.
- Med delovnimi sloni, ki svoje okle uporabljajo za prenašanje hlodov, obstaja najboljša dolžina njihovih oklov. V prejšnjih časih v Indiji so njihove okle pogosto odrezali na to dolžino (in pogosto je bil skrajšani konec okla vezan v baker). Tako so občasno pridobili kose slonovine za rezbarsko obrt.

### Polemika in vprašanja ohranjanja
Uporaba in trgovanje s slonovino sta postali sporni, ker sta prispevali k resnemu upadu populacije slonov v mnogih državah. Ocenjuje se, da je samo poraba v Veliki Britaniji leta 1831 povzročila smrt skoraj 4000 slonov. Leta 1975 je bil azijski slon uvrščen v Dodatek I h Konvenciji o mednarodni trgovini z ogroženimi vrstami (CITES), ki preprečuje mednarodno trgovino med državami članicami z vrstami, ki jih trgovina ogroža. Afriški slon je bil uvrščen v Dodatek I januarja 1990. Od takrat so nekatere južnoafriške države svoje populacije slonov »umaknile« v Dodatek II, kar omogoča domačo trgovino z izdelki, ki niso iz slonovine; sta bili tudi dve "enkratni" prodaji zalog slonovine.
Junija 2015 je Društvo za ohranjanje divjih živali (Wildlife Conservation Society) zdrobilo več kot tono zasežene slonovine na newyorškem Times Squareu, da bi poslali sporočilo, da nezakonita trgovina ne bo tolerirana. Slonovina, zaplenjena v New Yorku in Filadelfiji, je bila poslana po tekočem traku v drobilnik kamnin. Društvo za ohranjanje divjih živali je poudarilo, da svetovna trgovina s slonovino povzroči zakol do 35.000 slonov na leto v Afriki. Junija 2018 je namestnica vodje konservativnih poslancev Jacqueline Foster pozvala EU, naj sledi zgledu Združenega kraljestva in uvede strožjo prepoved slonovine po vsej Evropi.
Kitajska je bila največji trg za slonovino, vendar je napovedala, da bo maja 2015 postopno odpravila zakonito domačo proizvodnjo in prodajo izdelkov iz slonovine. Septembra istega leta sta Kitajska in ZDA napovedali, da bosta »uvedli skoraj popolno prepoved uvoza in izvoz slonovine«. Kitajski trg ima visoko stopnjo vpliva na populacijo slonov.

### Alternative

#### Fosili mamutovih oklov
Trgovanje s slonovino iz oklov mrtvih volnatih mamutov, zamrznjenih v tundri, poteka že 300 let in je še vedno zakonito. Mamutova slonovina se danes uporablja za izdelavo ročno izdelanih nožev in podobnih pripomočkov. Mamutova slonovina je redka in draga, ker so bili mamuti izumrli že tisočletja, znanstveniki pa oklevajo prodati muzejsko vredne primerke v kosih. Nekatere ocene kažejo, da je v Sibiriji še vedno pokopanih 10 milijonov mamutov.

#### Fosil slonovine mroža
Fosilno slonovino mroža iz živali, ki so poginile pred letom 1972, je zakonito kupovati in prodajati ali posedovati v Združenih državah, za razliko od mnogih drugih vrst slonovine.

#### Sintetična slonovina
Slonovino je mogoče proizvesti tudi sintetično.

#### Oreščki
Vrsta trdega oreha postaja vse bolj priljubljena kot nadomestek slonovine, čeprav njegova velikost omejuje njegovo uporabnost. Včasih se imenuje rastlinska slonovina ali tagua in je semenski endosperm slonokoščene orehove palme (phytelephas macrocarpa), ki jo običajno najdemo v obalnih deževnih gozdovih Ekvadorja, Peruja in Kolumbije.

## Galerija
- Skakalec čez bika, figurica iz slonovine iz palače v Knososu na Kreti,, 1500 pr. n. št.
- Starogrška piksida iz slonovine z grifoni, ki napadajo jelene. Konec 15. st. pr. n. št.
- Kos izrezljane slonovine iz Puškinovega muzeja, ki prikazuje Kristusa, ki blagoslavlja cesarja Konstantina VII.; sredina 10. stoletja n. št.
- Slonokoščena platnica Codex Aureus iz Lorscha, c. 810, Karolingi, Muzej Viktorije in Alberta
- Madona z otrokom s Filipinov, 1600s
- Prašičji okli
- Bitka Hanibala in Scipia (Aleksandrova zmaga nad Porosom), Ignaz Elhafen, ok. 1700, Varšavski kraljevi grad
- Prerez slonovine mamuta
- Skrinjica, slonovina in srebro, kalifat Córdoba, 966
- Rezbarstvo iz Indonezije
- Morganova skrinjica, skrinjica iz slonovine iz 11. stoletja, pripisana južni Italiji, trenutno v zbirki Metropolitanskega muzeja umetnosti
- Glava Device Marije s Filipinov, 18.–19. stoletje
- Kubična slonokoščena perla ali igralni kos iz zbirk Lovskega muzeja
- Ngo Mon model iz Vietnama
- Barka iz izrezljane slonovine iz Muršidabada v Indiji
- Škatla iz slonovine z dvema predaloma, Severna Indija
- Delavci v Kalkuti, c. 1903